# 1811
1811 (MDCCCXI) година е обикновена година, започваща във вторник според Григорианския календар.

## Събития
- 15 май – Парагвай обявява независимостта си от Испания.
- 5 юли – Венецуела обявява независимостта си от Испания.
- Русия отнема автокефалията на Грузинската православна църква и я подчинява на Руската православна църква

## Родени
- 4 февруари – Аристид Кавайе-Кол, френски строител на органи († 1899 г.)
- 13 февруари – Франсоа Аший Базен, френски генерал († 1888 г.)
- 11 март – Юрбен Льоверие, френски математик († 1877 г.)
- 20 март – Наполеон II, син на Наполеон Бонапарт († 1832 г.)
- 30 март – Роберт Бунзен, немски химик и откривател († 1899 г.)
- 14 юни – Хариет Бичър Стоу, американска писателка († 1896 г.)
- 17 юни – Йоун Сиюрдсон, исландски политик († 1879 г.)
- 11 юли – Йохан Георг фон Хан, австрийски дипломат и учен († 1869 г.)
- 18 юли – Уилям Мейкпийс Такъри, британски писател († 1863 г.)
- 30 август – Теофил Готие, френски писател († 1872 г.)
- 22 октомври – Ференц Лист, унгарски композитор († 1886 г.)
- 25 октомври – Еварист Галоа, френски математик († 1832 г.)
- неизв. дата – Николай Криденер, руски офицер († 1891 г.)

## Починали
- 28 март – Доситей Обрадович, сръбски писател, поет, философ-рационалист, педагог, книжовник и народен будител (р. ок 1740 г.)
- 4 май – Николай Каменски, руски офицер (р. 1776 г.)
- 31 август – Луи Антоан дьо Бугенвил, френски изследовател (р. 1729 г.)
- 8 септември – Петер Зимон Палас, германски биолог (р. 1741 г.)

Вижте също:
- календара за тази година